# 카드뮴
카드뮴(←영어: Cadmium 캐드미엄[*], 문화어: 카드미움←독일어: Cadmium 카트미움[*])은 화학 원소로 기호는 Cd(←라틴어: Cadmium 카드미움[*]), 원자 번호는 48이다. 무르고 청백색의 독성이 있는 전이 금속으로 아연 광석에서 산출되며 전지를 만드는 데 주로 쓰인다. 이 물질에 중독되면 이타이이타이 병을 일으키기도 한다.

## 특징
주기율표의 12족에 속하는 전이금속으로 산화수는 +2이며 밀도는 20 °C에서 8.65g/cm3이다. 녹는점, 끓는점이 낮다. 카드뮴은 연성(길게 늘어나는 성질)과 전성(얇게 펴지는 성질)이 풍부한 청백색의 무른 금속(모스 굳기 2.0)이다. 전성, 연성이 풍부하기 때문에 가공성이 좋고 내식성(부식에 잘 견딤)이 강하다. 또한 합금을 하면 세기가 뛰어나기 때문에 여러 가지 용도로 사용할 수 있다. 녹는점이 낮아 쉽게 주조할 수 있고, 비스무트, 납, 주석과의 합금인 우드메탈은 매우 낮은 온도에서 녹는다. 그러나 독성이 강하여 체내에 잘 축적되고 잘 배출되지 않으며 증기는 인체에 매우 유독하여 중독 증상을 나타낸다. 이타이이타이 병은 대표적인 카드뮴 중독 증상이다.

## 이타이이타이병
대표적인 카드뮴 중독 증상이다. 일본의 도야마 현의 진즈 강 하류에서 발생한 카드뮴 공해병이다. 초기에는 뚜렷한 증상이 없기 때문에 위험을 느끼지 못할 수 있다. 주요 증상으로 칼슘 대신 뼈에 쌓이면서 뼈가 물러진다. 또한 호흡곤란, 흉부압박감, 심폐기능 부진이 나타나며 계속될 경우 죽을 수도 있다. 아연은 유해 중금속인 납을 빼내는 효과가 있는데, 카드뮴이 쌓이면 아연이 신경계에서 제 역할을 할 수 없게 되기 때문에, 이타이이타이병을 일으킨다.

## 카드뮴 화합물
가장 중요한 카드뮴 화합물로는 산화 카드뮴(CdO)인데 공기중에서 카드뮴을 연소시켰을 때 발생하는 갈색 분말이다. 물에 녹지 않으며 대부분의 다른 카드뮴 염을 생산하는데 편리한 출발 물질로 사용된다. 어느정도 경제성이 있는 카드뮴 화합물인 황화 카드뮴(CdS)은 카드뮴 옐로라고 하는 노란색의 안료나 빛이 많이 들어오면 저항이 작아지고 적게들어오면 저항이 커지는 성질을 이용하여 빛의 유무를 파악하는데 이용된다. 주목할 만한 다른 화합물로는 셀레늄화 카드뮴(CdSe)이 있는데 이는 흔히 카드뮴염 용액으로부터 셀레늄화 수소나 알칼리 셀레늄화물에 의해 침전된다. 침전조건을 변화시킴으로써 노란색에서 밝은 붉은색에 해당하는 안정한 색을 얻을 수 있다.